# Trochalopteron erythrocephalum
El charlatán coronicastaño (Trochalopteron erythrocephalum) es una especie de ave paseriforme de la familia Leiothrichidae propia del Himalaya. Anteriormente se consideraba conespecífico del charlatán orejiplateado, el charlatán malayo y el charlatán de Assam, pero ahora se consideran especies separadas.

## Distribución y hábitat
Se encuentra en la mayor parte del Himalaya, distribuido por Bután, el norte de la India, Nepal y el suroeste de China. Su hábitat natural son los bosques húmedos subtropicales de montaña y las zonas de matorral.